# Republika Bosna a Hercegovina
Republika Bosna a Hercegovina (srbochorvatsky Republika Bosna i Hercegovina/Република Босна и Херцеговина) byl stát v jihovýchodní Evropě existující v letech 1992 až 1995. Jde o novodobého přímého právního předchůdce současné Bosny a Hercegoviny.
Bosna a Hercegovina se oddělila od rozpadající se Socialistické federativní republiky Jugoslávie 3. března 1992. Bosenská válka vypukla brzy po vyhlášení nezávislosti a trvala 3 roky. Vůdci dvou ze tří hlavních etnik Bosny a Hercegoviny, jmenovitě Srbů a Chorvatů, založili samostatné entity - Republiku srbskou a Chorvatskou republiku Herceg-Bosna, které nebyly bosenským státem a mezinárodními vládami uznány. Neformálně byly tyto události považovány za důkaz, že Republika Bosny a Hercegoviny reprezentovala primárně svou bosňáckou (převážně muslimskou) populaci, ačkoli formálně se předsednictvo a vláda republiky stále skládala ze Srbů a Chorvatů spolu s Bosňáky.
Na základě Washingtonské dohody z roku 1994 se však k Bosňákům připojili Chorvati z Herceg-Bosny, která byla touto dohodou zrušena, na podporu republiky vytvořením Federace Bosny a Hercegoviny, substátního společného subjektu. V roce 1995 se Daytonské mírové dohody připojily k Federaci Bosny a Hercegoviny se srbskou entitou, Republikou srbskou, od té doby formálně uznanou jako politická substátní entita bez práva na secesi od státu Bosna a Hercegovina.
Prefix republika byl odstraněn po spolupodepsání přílohy č. 4 Daytonské dohody obsahující ústavu Bosny a Hercegoviny dne 14. prosince 1995.